# HMS Härnösand (K33)
HMS Härnösand (K33), den tredje korvetten av Visby-klass, sjösattes den 16 december 2004 och döptes av Kronprinsessan Victoria. Fartyget överlämnades till försvarsmakten den 16 december 2009.

HMS Härnösands vapen.